# مجلس فرانسه
مجلس فرانسه (به فرانسوی: Parlement français)، قوه مقننهٔ دومجلسهٔ کشور فرانسه است. در فرانسه، قوهٔ مقنّنه از مجمع ملی و مجلس سنا تشکیل شده‌است. کاخ بوربن جایگاه مجمع ملی فرانسه و پاله دو لوکزامبورگ مکان سنا می‌باشد.
نشست‌های هر مجلس جداگانه انجام می‌شود، ولی گاه این دو مجلس گردهمایی‌ها را در قالب کنگره فرانسه در کاخ ورسای به منظور بازنگری در قانون اساسی فرانسه به انجام می‌رسانند. تعداد نمایندگان مجمع ملی فرانسه تا سال ۲۰۲۴ میلادی برابر با ۵۷۷ نفر و تعداد سناتورها ۳۴۸ تن بوده‌است.

## نگارخانه

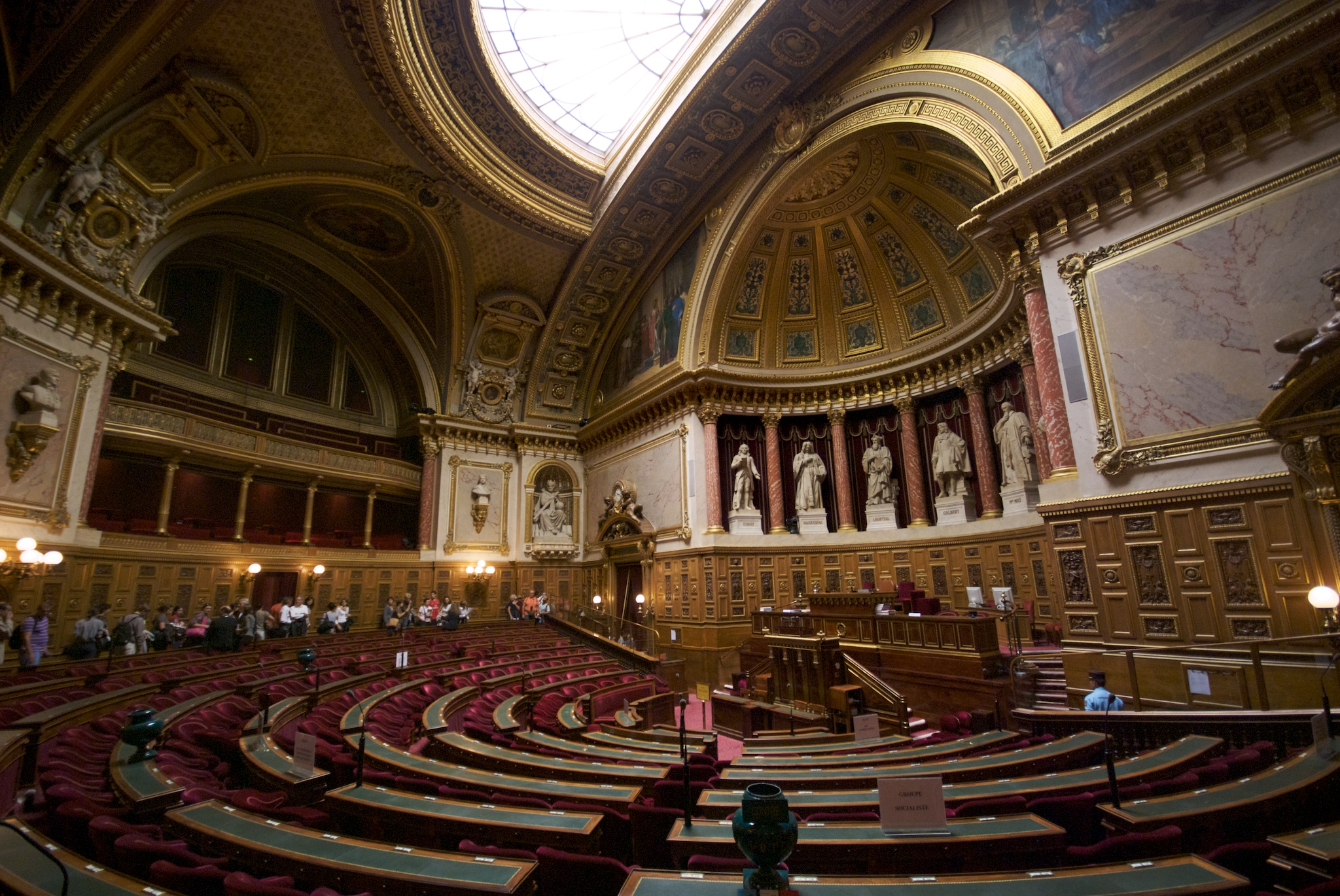
نمایی از درون پاله دو لوکزامبورگ، ساختمان سنای فرانسه
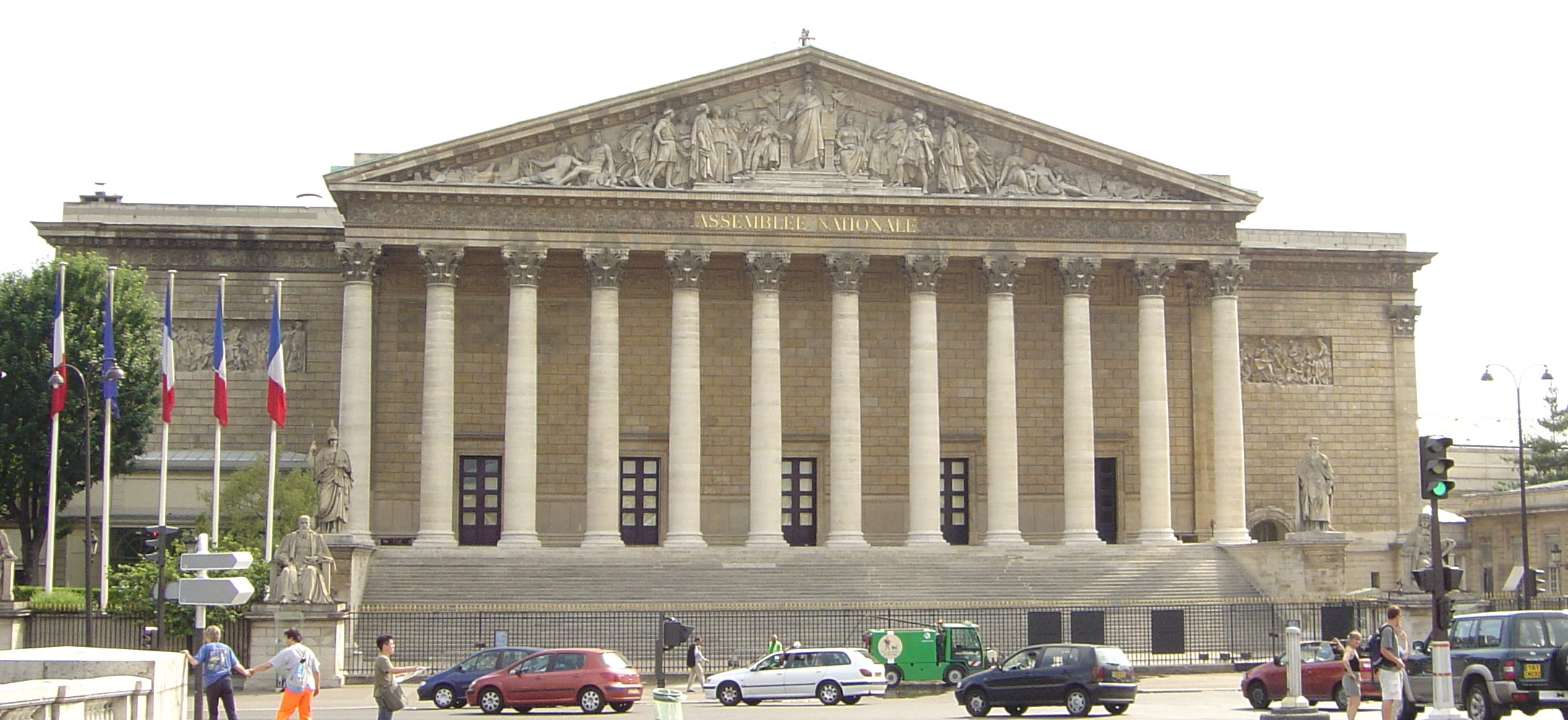
نمای ایوان بزرگ روم که به کاخ بوربن افزوده شده. ساختمان این بنا در سال‌های ۱۸۰۶–۱۸۰۸ میلادی توسط «برنارد پویت»، آرشیتکت فرانسوی انجام شده‌است.